# Pavel Frinta
Pavel Frinta (Praga, 13 de agosto de 1969) es un deportista checo que compitió para Checoslovaquia en lucha grecorromana.
Ganó una medalla de plata en el Campeonato Europeo de Lucha de 1991, en la categoría de 82 kg. Participó en tres Juegos Olímpicos de Verano, entre los años 1988 y 1996, ocupando el octavo lugar en Barcelona 1992, en la misma categoría.

## Palmarés internacional
| Campeonato Europeo | Campeonato Europeo       | Campeonato Europeo | Campeonato Europeo |
| Año                | Lugar                    | Medalla            | Categoría          |
| ------------------ | ------------------------ | ------------------ | ------------------ |
| 1991               | Aschaffenburg (Alemania) | Medalla de plata   | 82 kg              |